# Corryocactus aureus
Corryocactus aureus ist eine Pflanzenart in der Gattung Corryocactus aus der Familie der Kakteengewächse (Cactaceae). Das Artepitheton aureus bedeutet ‚golden, goldgelb‘.

## Beschreibung
Corryocactus aureus bildet mittels unterirdisch wachsender Triebe große Kolonien. Die aufrechten, nicht gegliederten, zylindrischen bis keuligen Triebe sind bis zu 20 Zentimeter lang und weisen Durchmesser von 3 bis 5 Zentimeter auf. Es sind fünf bis acht bis zu 1 Zentimeter hohe Rippen vorhanden, die an ihrer Rückseite etwas gekerbt sind. Die pfriemlichen Dornen sind braun bis schwärzlich. Die ein bis zwei Mitteldornen sind bis zu 6 Zentimeter lang. Die neun bis elf Randdornen sind ungleich lang.
Die orangegelben bis orangeroten Blüten sind bis zu 4 Zentimeter lang. Die grünlichen bis rötlichen Früchte erreichen einen Durchmesser von bis zu 2 Zentimeter.

## Verbreitung, Systematik und Gefährdung
Corryocactus aureus ist in der peruanischen Region Arequipa verbreitet.   
Die Erstbeschreibung als Cactus aureus erfolgte 1834 durch Franz Julius Ferdinand Meyen. Paul Clifford Hutchison stellte sie 1963 in die Gattung Corryocactus. Weitere nomenklatorische Synonyme Cereus aureus Meyen (1933, nom. illeg. ICBN-Artikel 53.1), Echinocactus aureus (Meyen) Pfeiff. (1837), Cereus aureus (Meyen) K.Schum. (1897) und Cleistocactus aureus (Meyen) F.A.C.Weber ex Rol.-Goss. (1904).
In der Roten Liste gefährdeter Arten der IUCN wird die Art als „Data Deficient (DD)“, d. h. mit keinen ausreichenden Daten geführt.

## Nachweise